# معالج الصوت الرقمي الرباعي

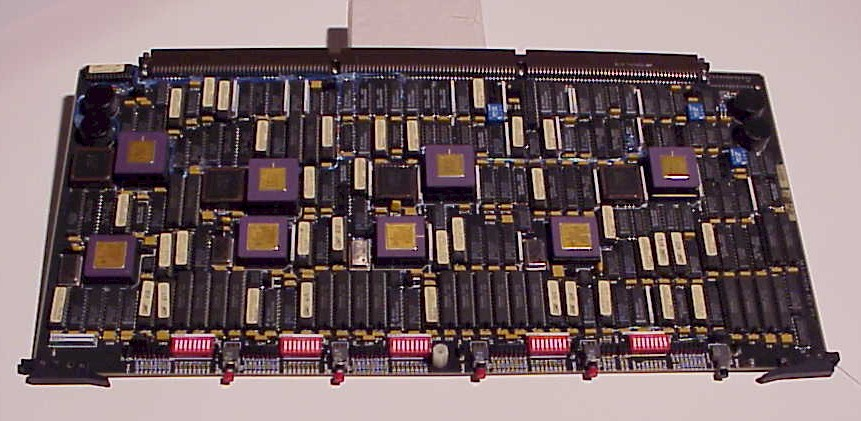
QDAP بطاقة الدوائر المطبوعة، حوالي 1987

معالج الصوت الرقمي الرباعي (QDAP) هو عبارة عن معالج إشارات رقمية (DSP) موجود على دائرة إلكترونية مطبوعة مصممة من قبل شركة الكومبيوتر لتصميم اللوحات (CCI) في روتشستر، نيويورك. المعالج QDAP عبارة عن وحدة لخدمة الدوائر، طورت كجزء من شركات الهواتف الرقمية لنظام التحويل. والمهمة الرئيسية للدائرة هي معالجة الصوت الرقمي المدخل للكشف عن أنماط الكلام الذي يستخدمه المتحدث، للتعرف على الكلام. المفتاح الرقمي التابع لل CCI يعتبر جزء من النظام الصوتي الرقمي المحصور (DAIS الثاني)، والاستجابة الصوتية التلقائية (AVR)، والنظام الصوتي التفاعلي (IVS).لوحة المعالجة الأولى قادرة على التعرف على الكلام من خلال شبكة الهاتف العامة لأتمتة التعامل مع المشغل بمساعدة المكالمات الهاتفية.

## المتغيرات
- QDAP:
  - هذه البطاقة (بطاقة الدوائر المطبوعة) التي صممها مارك أ.اندوفينا عرضت في أواخر عام 1987 وتحتوي على أربعة صفائح من معالجات الإشارات الرقمية(TMS320C25) والتي تعمل على دقة 16 بت وعلى تردد 40 ميجا هيرتز.

## الميزات
- كل معالج TMS320C25 مجهز بأربع قنوات سمعية رقمية في وقت واحد.
- البطاقة مزودة بجهاز لتمييز الكلام بشكل مستقل لعدة لغات.
- قاعدة البيانات للمفردات التابعة لجهاز التعرف المستقل للكلام يمكن تغييرها بفعالية عن طريق تحميل تحديثات على مدار الزمن وفي أي وقت على الشبكة.
- قاعدة البيانات للمفردات التابعة لجهاز التعرف المستقل للكلام يمكن إنشاؤها بواسطة شركة استضافة الهاتف عند الضرورة بناء على الحوار في المكالمة.